# پرش بانجی

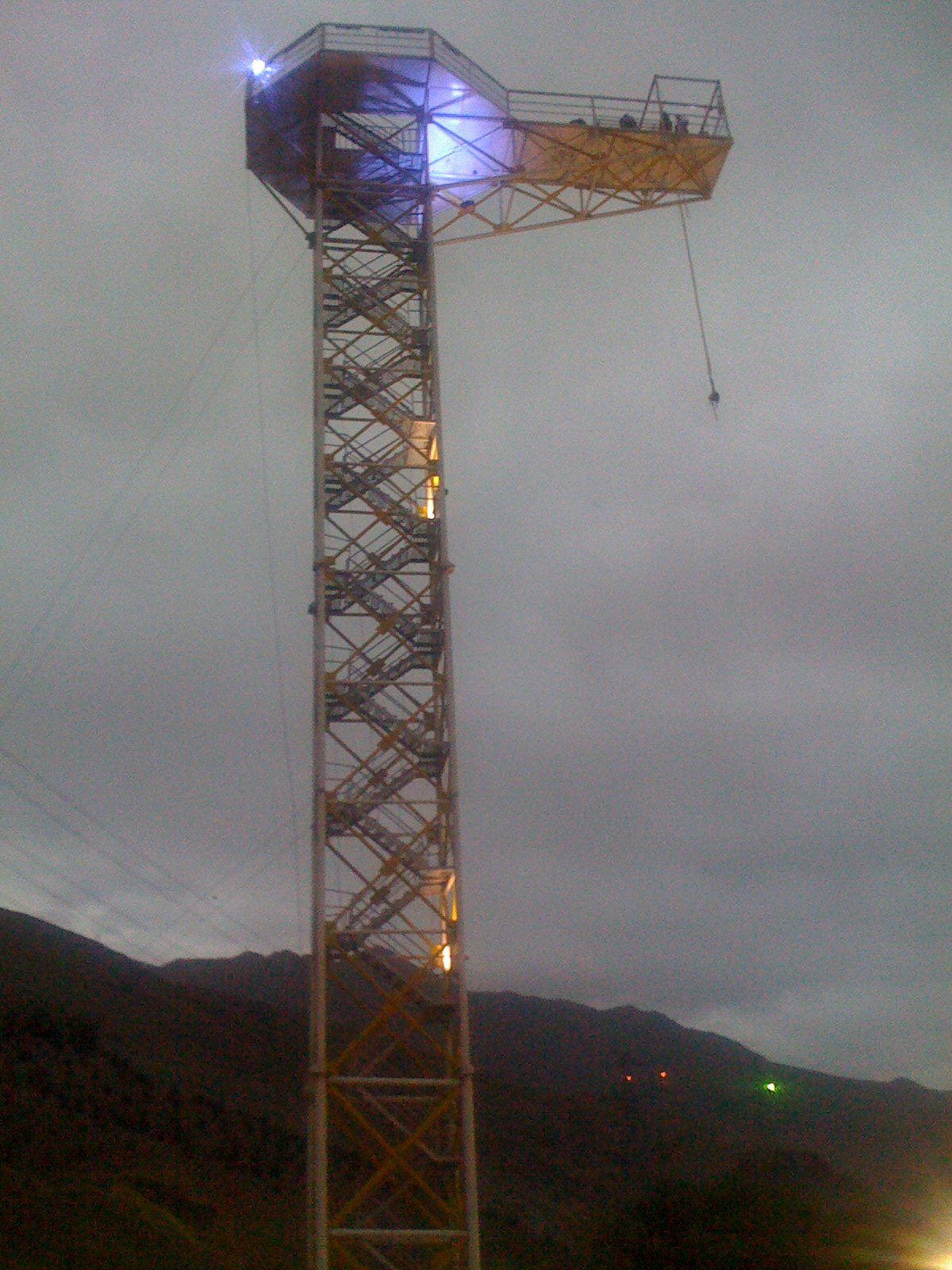
بانجی در بام تهران، توچال، تهران، ایران

پرش بانجی یا بانجی جامپینگ (به انگلیسی: Bungee Jumping) فعالیتی می‌باشد که در آن فرد خود را توسط محافظ و طناب فنردار از ارتفاعی بلند به پایین پرتاب می‌کند.

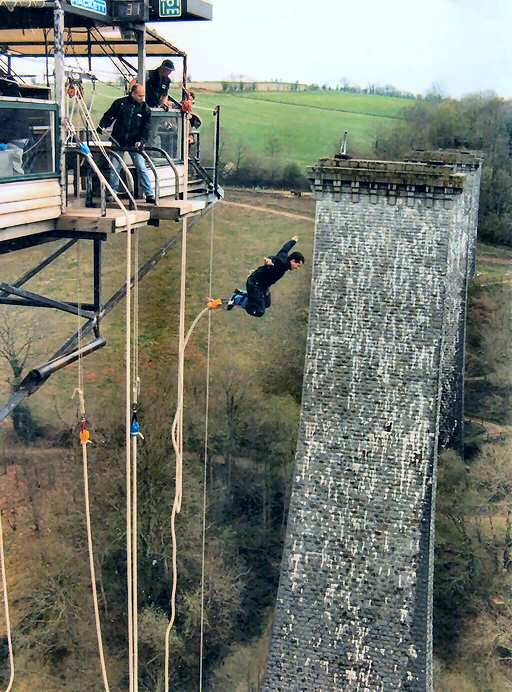
بانجی در منطقه نورماندی فرانسه

## تاریخچه
این ورزش توسط افرادی در دههٔ ۱۹۵۰ میلادی در ابتدا انجام می‌شده‌است. در همان سال‌ها پس از اینکه تلویزیون بی‌بی‌سی در یک برنامه مستند ساختهٔ دیوید فردریک اتنبورو این ورزش و ورزشکارانش را معرفی کرد، بانجی مشتاقان زیادی در دنیا پیدا کرد. این برنامه در جمهوری وانواتو ساخته شده‌بود و افرادی حادثه‌جو با بستن طناب به قوزک پایشان به پایین می‌پریدند.
این ورزش به‌طور مدرن برای اولین بار در آوریل ۱۹۷۹ میلادی در بریستول، انگلستان توسط چهار نفر از اعضای کلوب ورزشهای خطرناک انجام شد و این چهار نفر از روی پل معلق کلیفتون به پایین پریدند.
رهبر این عملیات دیوید کیرک نام داشت که بلافاصله بعد از پایان عملیات دستگیر شد. دیوید چندی بعد به آمریکا رفت و از روی پلهای گلدن گیت و رویال جورج پرید و باعث محبوبیت این ورزش در بین آمریکایی‌ها شد.
این چالش پرهیجان امروزه با اسامی همچون بانجی ،جامپینگ، بانجامپ، جامپی، بانجیک، جامپروپ در تمام دنیا رایج و طرفداران فراوانی دارد.

## تجهیزات
- طنابی با قابلیت فنری که ظرفیت فشار و شک ناگهانی را دارد و معمولاً دارای پوشش لاستیکی می‌باشد.
- هارنس فول بادی
- ساق بند و قوزک بند نیز بر روی پا پوشیده می‌شوند. قوزک بند از تجهیزات اجباری می‌باشد. طناب کشدار هم به ژاکت و هم به قوزک بند متصل می‌شود.

## پرش بانجی در ایران
باشگاه پرش بانجی توچال در شهریور ماه سال ۱۳۸۶ برپا شده‌است و از ابتدای سال ۱۳۸۷ به صورت جدی‌تر به فعالیت خود ادامه می‌دهد. این باشگاه شامل یک پیست اسکیت، کافی شاپ و دکلی چهل متری می‌باشد که پرش‌ها از روی آن انجام می‌پذیرد. در روز افتتاح این مجموعه پیمان ابدی از بدلکاران ایرانی اولین پرش را انجام داد.
از افراد معروفی که به این ورزش روی آوردند و این ورزش را در ایران محبوب‌تر از قبل کردند می‌توان به یاس، خوانندهٔ معروف زیرزمینی، اشاره کرد.

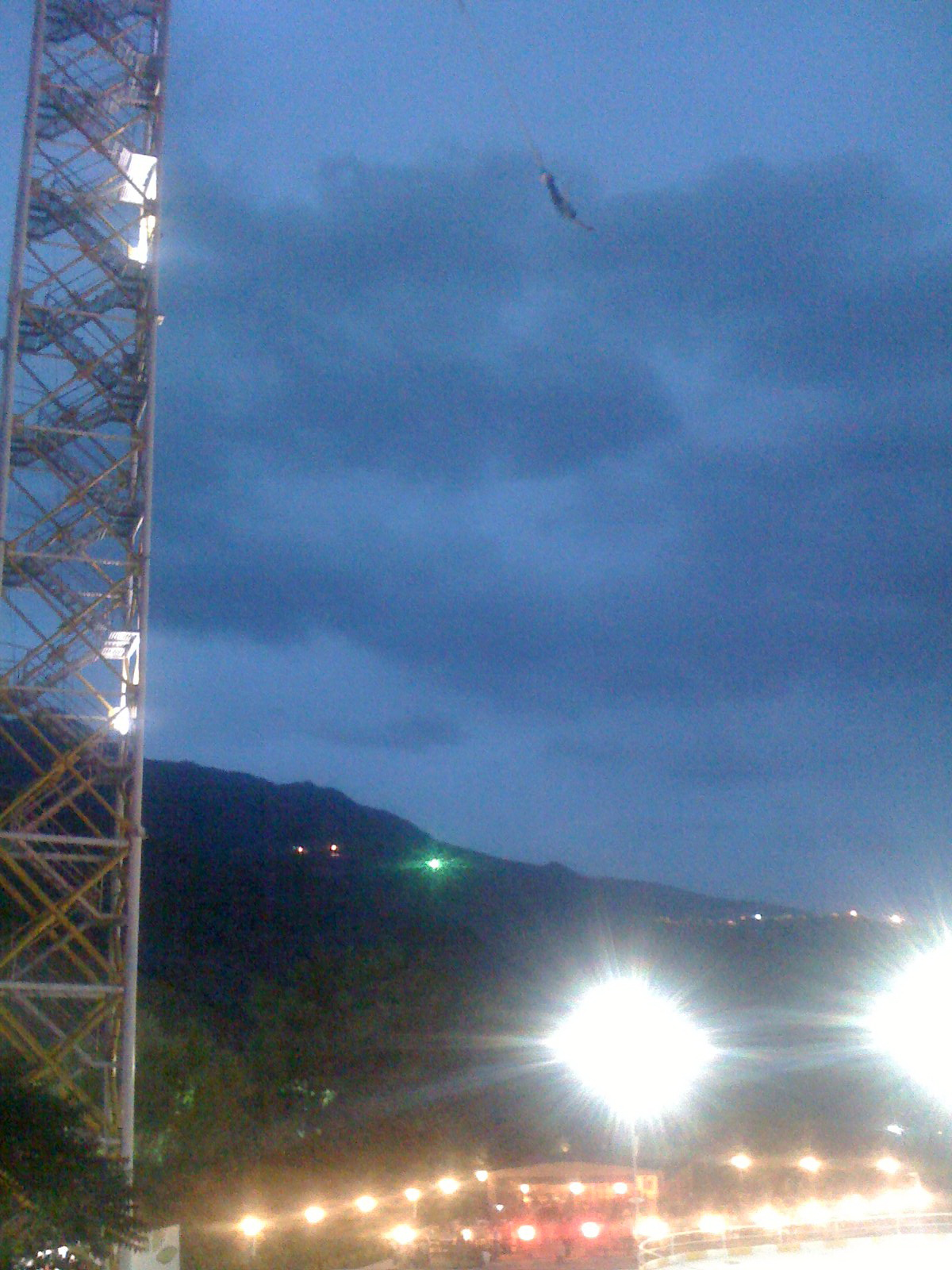
فردی در حال پرش، بام تهران، خردادماه ۱۳۸۷

در شهر ورزش واقع در ضلع غربی بوستان ولایت نیز امکانات این ورزش تعبیه شده‌است. ارتفاع آن حدود ۴۰ متر است. استفادهٔ خانم‌ها نیز از آن امکان‌پذیر است.
این ورزش اکنون علاوه بر تهران در شهر های کیش مشهد شیراز نیز قابل دسترسی است . قبل از شروع نکات ایمنی در این ورزش بسیار مهم است 

### بانجی جامپینگ گنجنامهٔ همدان
این امکانات در ضلع جنوبی مجتمع تفریحی ورزشی گنج‌نامهٔ همدان با ارتفاع ۴۵ متر است.